# Герпетический кератит
 Герпесвирусный (герпетический) кератит  — форма кератита, вызванная рецидивом герпетической инфекции в роговице. Эта инфекция может вызываться вирусами герпеса типов 1 (лабиальный), 2 (генитальный) и 3 (зостер).
- Было подсчитано, что одна треть мирового населения страдает от рекуррентных инфекций. Герпетический кератит является наиболее распространённой причиной слепоты роговичного генеза в развивающихся странах.[1][2].
- Глобальная распространённость (количество новых случаев заболеваний) этого кератита насчитывает примерно 1,5 млн случаев, в том числе 40 000 новых случаев тяжёлого монокулярного ухудшения зрения или слепоты в год[3][4].

## Клинические типы заболевания

### Первичная инфекция

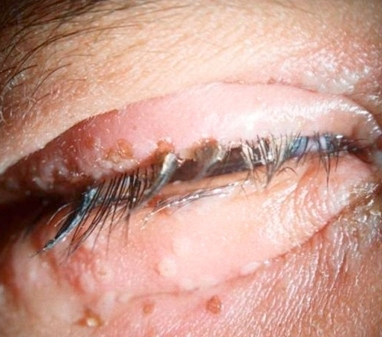
Герпетический блефарит

Первичная инфекция чаще всего проявляется в виде блефароконъюнктивита, то есть инфекции век и конъюнктивы, которая заживает без рубцов. Симптомы — пузырьки на веках, покраснение конъюнктивы, слезотечение, боль в глазу. Роговица поражается редко.

### Рекуррентные инфекции глаз
Периодический герпес глаз вызывается реактивацией вируса в латентно инфицированных сенсорных ганглиях тройничного нерва, выходом вируса вниз по аксону нерва к чувствительным нервным окончаниям и последующим заражением поверхности глазного яблока. Выделяют следующие виды герпетических кератитов.

### Ветвящаяся язва (эпителиальный кератит)
В этом случае появляются линейно разветвленные язвы роговицы, видимые при исследовании щелевой лампой после окрашивания флуоресцентным красителем. Роговица минимально воспалена.
Пациенты с эпителиальным кератитом жалуются на ощущение инородного тела, чувствительность к свету, покраснение глаз и помутнение зрения.
Во время последующих обострений снижается чувствительность роговицы.

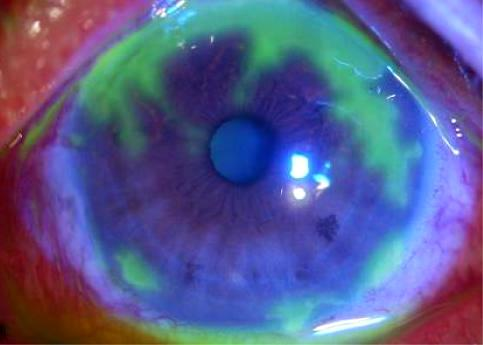
Роговица, окрашенная флуоресцеином: географические эпителиальные дефекты

У пациентов с иммунодефицитом или у использующих кортикостероиды язвы могут стать большими. В таких случаях их называют географическими язвами.

### Дисковидный кератит (стромальный кератит)
Стромальный кератит проявляется как дисковидный отёк роговицы. Многолетний отёк роговицы приводит к постоянному образованию рубцов, являющихся основной причиной снижения зрения, связанной с ВПГ.
Симптомы стромального кератита:
- Чувствительность роговицы снижена.
- Присутствует чувство наличия в глазе инородного тела.
- Повышенное глазное давление.
- Присутствует ощущение смещенного глазного диска.
- Наличие водянистых пузырьков.
- Герпетическое поражение глазных сосудов.

Локализованный эндотелиит (локализованное воспаление эндотелиального слоя роговицы) является причиной дисковидного кератита.

### Другие формы
- Метагерпетическая язва возникает при нарушении процесса заживления роговицы.

- Некротический кератит

- Кератоувеиты: это, как правило, гранулёматозный увеит с отложениями кератина на эндотелии роговицы. Односторонний увеит с глазной гипертензией почти всегда вызван герпесом.

## Причина
Герпетический кератит вызывается рецидивирующей инфекцией роговицы вирусом герпеса. ВПГ является вирусом двухцепочечной ДНК, которая имеет икосаэдрическую капсиду. Вирус чаще всего передается воздушно-капельным путем или, реже, прямой инокуляцией. Инфекция ВПГ-1 встречается чаще в оральной области, а ВПГ-2 — в области половых органов.

## Диагностика

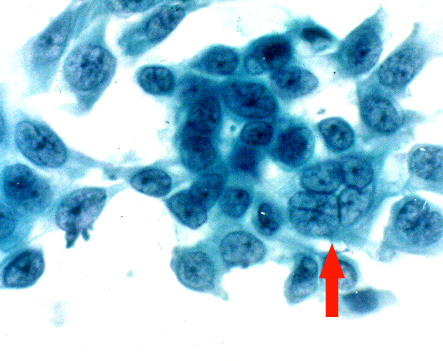
Цитологическое исследование мазка с окраской по Папаниколау: видны многоядерные гигантские клетки

Диагноз герпетического кератита, как правило, ставится офтальмологами на основе осмотра глаза. Лабораторные исследования требуются редко (оно бесполезно при стромальных кератитах ввиду отсутствия живого вируса), в сложных случаях, когда клинический диагноз является неопределённым, а также при подозрении на неонатальную инфекцию герпеса.
- Существуют анализы на вирусную ДНК и на антитела к вирусам герпеса. Мазок роговицы по Tzanck или Papanicolaou показывает многоядерные гигантские клетки и внутриядерные включения телец. Однако, этот тест обладает низкой чувствительностью и специфичностью.
- ДНК-тестирование является быстрым, чувствительным и специфичным, но дорогостоящим исследованием.
- Серологические тесты могут показать рост титра антител при первичной инфекции, но бесполезны при рекуррентных эпизодах.

## Лечение
Лечение герпеса глаз зависит от его типа: эпителиальный кератит вызван живым вирусом, стромальный — иммунной реакцией, метагерпетический — неспособностью эпителия роговицы к заживлению.

### Эпителиальный кератит
Эпителиальный кератит лечат противогерпетическими препаратами, которые очень эффективны и редко вызывают резистентность вируса. Лечение, как правило, длится 10—14 дней. Глазная мазь Ацикловир и глазные капли Trifluridine более эффективны, чем глазные капли Идоксуридин и Vidarabine. Ацикловир в таблетках так же эффективен, как и капли, и не имеет токсического действия на глаз, поэтому рекомендуется в первую очередь.
Ганцикловир и бривудин так же эффективны, как ацикловир.
Валацикловир, про-препарат ацикловира, мог бы быть столь же эффективным для глазных болезней, но он может привести к тромбоцитопенической пурпуре/гемолитически-уремическому синдрому с тяжёлыми формами у пациентов с ослабленным иммунитетом. Таким образом, он должен использоваться с осторожностью, если иммунный статус пациента неизвестен.
Местные кортикостероиды противопоказаны в присутствии активного герпетического кератита эпителия; пациенты с этим заболеванием, которые используют системные кортикостероиды для других показаний, должны учитывать возможность конфликта с системной противовирусной терапией.
Интерферон, используемый либо отдельно в виде капель, либо с санацией, был показан как эффективное средство лечения, особенно при высоких концентрациях.

### Стромальный кератит
Герпетический стромальный кератит лечится каплями преднизолона каждые 2 часа и противовирусным препаратом (ацикловир или валацикловир) местно или внутрь. Частота применения преднизолона должна снижаться каждые 1-2 недели в зависимости от степени клинического улучшения. Противовирусные препараты в каплях не абсорбируются роговицей через неповреждённый эпителий, но перорально принимаемый ацикловир проникает в глаз через неповреждённую роговицу и переднюю камеру. Таким образом, ацикловир в таблетках может быть показан при глубоком дисковидном кератите.

### Метагерпетическая язва
Лечение включает в себя искусственные слёзы и увлажняющие глазные капли, останавливающие токсические препараты, выполнение окклюзии слёзной точки, лечебные контактные линзы и амниотическую пересадку мембраны. Эти меры направлены на улучшение заживления эпителия роговицы.